# Ekomuzeum Doliny Karpia

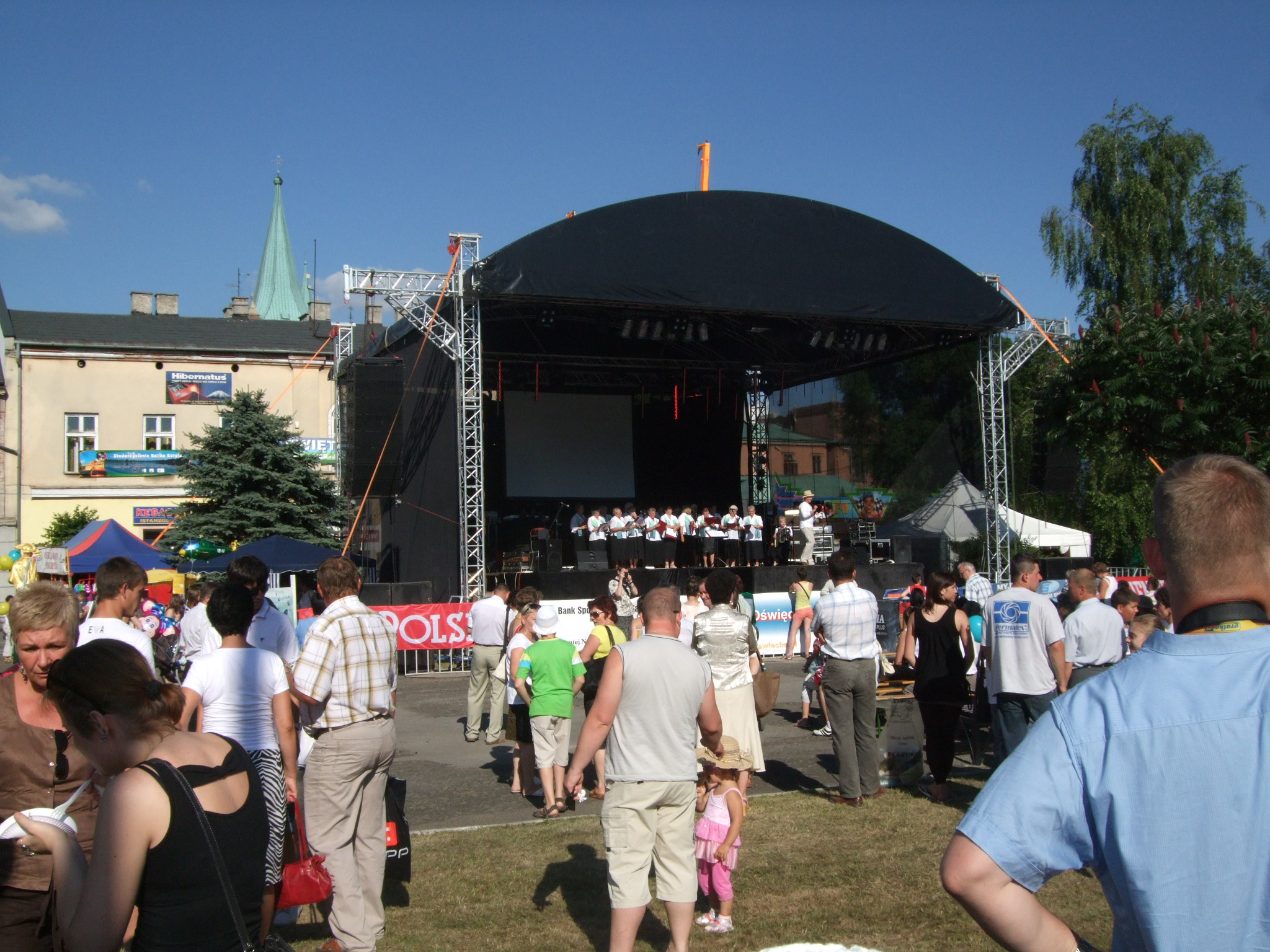
Święto Karpia w Zatorze (2010)

Ekomuzeum Doliny Karpia – sieciowa współpraca gmin obszaru zbliżonego do dawnego Księstwa Oświęcimsko-Zatorskiego w formie ekomuzeum. Wspólnotę łączy wielowiekowa tradycja hodowli karpia zatorskiego.

## Historia
Dolina Karpia rozciąga się na terenie historycznego zagłębia hodowli karpia w dolinach rzek Wisła i Skawa. Na części tego obszaru istnieją dwie ostoje Europejskiej Sieci Ekologicznej Natura 2000. Na tym terenie znajduje się także Szlak Architektury Drewnianej oraz Szlak Zabytków Ziemi Oświęcimskiej.
Zgodnie z regulaminem Ekomuzeum Doliny Karpia jest to "sieć obiektów, miejsc, partnerów indywidualnych, instytucji publicznych, organizacji społecznych i gospodarczych (...) którzy tworzą wspólnie produkt turystyczno-edukacyjny w oparciu o lokalne dziedzictwo przyrodnicze i kulturowo-historyczne zgodnie z przyjętymi wspólnie kryteriami".
Ekomuzeum powstało w 2014 roku z inicjatywy Stowarzyszenia Dolina Karpia i skupia w regionie około czterdzieści miejsc i obiektów o atrakcyjności turystycznej i edukacyjnej. Ich zwiedzanie pozwala poznać historię, przyrodę, kulturę i tradycje tej ziemi. Do żywych atrakcji należą m.in. pracownie wikliniarskie (np. w Zatorze i Woźnikach), ceramiczne, pasieki, galerie sztuki (np. willa w Tomicach), młyny, warsztaty kulinarne, czy zbiory regionalne (np. Izba Regionalna w Ryczowie). Poznać można historię hodowli karpia zatorskiego, a także przyrodę licznych na tym terenie stawów rybnych. Możliwe jest spożywanie potraw z tego gatunku ryby. Wyznaczone są trasy piesze (także nordic walking), rowerowe i samochodowe. Zrekonstruowano także galar flisacki, którym można odbywać wycieczki.
Ekomuzeum współpracuje z: Ekomuzeum Żabi Kraj i Ekomuzeum Gościnna Kraina.

## Promocja
Ekomuzeum posiada własny logotyp, który jest własnością koordynatora Mogą z niego korzystać członkowie, którzy podpisali deklarację przystąpienia do Ekomuzeum. Opracowano też inne materiały promocyjne: ulotki, tablice informacyjne i mapę Ekomuzeum, która promuje wszystkie obiekty. Produkty turystyczne ekomuzeum wsparto aplikacją mobilną.